# Big Mamma : De père en fils
Pour les articles homonymes, voir Big Mamma (homonymie).
Série
Big Mamma 2
(2007)
Pour plus de détails, voir Fiche technique et Distribution.
Big Mamma : De père en fils, ou Big Mommas : Tel père, tel fils au Québec (Big Mommas: Like Father, Like Son) est un film américain réalisé par John Whitesell, sorti en 2011. 
Ce film fait suite à Big Mamma et Big Mamma 2.

## Synopsis
L’agent du FBI Malcolm Turner est ravi d’apprendre que son beau-fils, Trent Pierce, a été accepté à l’université de Duke. Mais Trent, qui rêve de percer dans le rap sous le pseudonyme “Prodi-G”, préfère que Malcolm signe un contrat d’enregistrement pour lui, étant encore mineur. Lorsque Malcolm refuse, les amis de Trent l’encouragent à le surprendre sur le terrain pour obtenir sa signature de force.
En parallèle, Malcolm tente de coincer un membre d’un gang russe, Chirkoff, en envoyant une clé USB par l’intermédiaire d’un informateur nommé Canetti. Ce dernier révèle que la clé est vide, la vraie étant cachée chez un ami à l’école d’arts pour filles de Géorgie. L’échange tourne mal : la couverture de Canetti est compromise et il est tué sous les yeux de Trent. Malcolm le sauve in extremis, mais comme la voiture de Trent est restée sur les lieux, les deux doivent se cacher.
Malcolm ressort alors son déguisement de Big Mamma, la grand-mère de sa femme, et grimé en vieille dame, devient la gouvernante de l’école. Il déguise aussi Trent en “Charmaine”, une fausse nièce corpulente, inscrite comme élève. Entouré de jeunes filles, Trent peine à rester discret, mais se lie d’amitié avec Haley Robinson, une étudiante talentueuse.
Lorsque la directrice signale la disparition d’une boîte à musique précieuse, Malcolm comprend qu’elle renferme la véritable clé USB. En enquêtant à la bibliothèque, il rencontre Kurtis Kool, le gardien de sécurité, qui tente de le séduire. Malcolm réalise que Kurtis connaissait Canetti et essaie d’en apprendre plus. Pendant ce temps, les criminels se rapprochent des amis de Trent, déguisés en producteurs, pour localiser leur cible.
Trent invite Haley à un rendez-vous sous sa véritable identité, et leur complicité se renforce. Ils échangent un baiser, et Haley l’encourage à poursuivre ses études. Lorsqu’ils sont repérés, Trent redevient Charmaine pour échapper aux malfaiteurs. Malcolm tente de piéger Kurtis, pensant qu’il cache la boîte à musique, mais découvre qu’il s’agissait d’un malentendu autour d’une mascotte volée. Il finit par avouer sa véritable identité à Kurtis.
Grâce à la confiance des élèves, Malcolm découvre que la boîte à musique a en réalité été volée par Haley, dans l’espoir d’intégrer les “Divas”, un groupe d’élite artistique de l’école. Alors qu’elle s’apprête à chanter en duo avec Trent, Malcolm l’oblige à rester déguisé, mais Trent craque, se dévoile sur scène et ruine la performance. Haley, furieuse, s’enfuit, mais Trent tente de s’expliquer. C’est alors que les gangsters les retrouvent.
Alors qu’ils menacent Trent, Big Mamma intervient pour les sauver, mais tous trois sont capturés et Malcolm est démasqué. Chirkoff s’apprête à les exécuter quand Kurtis surgit et neutralise les criminels avec un taser. Tout est bien qui finit bien : Trent se réconcilie avec Haley, Malcolm signe enfin son contrat… que Trent déchire aussitôt, décidé à aller à l’université. Le film se termine sur un pacte entre les deux héros : ne rien dire de cette aventure à Sherry.

## Fiche technique
- Titre original : Big Mommas: Like Father, Like Son
- Titre français : Big Mamma : De père en fils
- Titre québécois : Big Mommas : Tel père, tel fils[1]
- Réalisation : John Whitesell
- Scénario : Matthew Fogel, d'après une histoire de Don Rhymer et Matthew Fogel, d'après les personnages créés par Darryl Quarles
- Musique : David Newman
  - Musiques additionnelles : Ali Dee
- Direction artistique : Mark Garner
- Décors : Meghan C. Rogers
- Costumes : Leah Katznelson
- Photographie : Anthony B. Richmond
- Son : Beau Borders, Kevin O'Connell, Kelly Oxford
- Montage : Priscilla Nedd-Friendly
- Production : David T. Friendly et Michael Green
  - Production déléguée : Jeff Kwatinetz, Martin Lawrence, Arnon Milchan et Jeremiah Samuels
  - Production associée : William Paul Clark et Darice Rollins
- Sociétés de production : New Regency Pictures, Friendly Films (II), Runteldat Entertainment, The Collective Studios, Friendly Films Productions et Twentieth Century Fox, présenté par New Regency Pictures
- Sociétés de distribution : Twentieth Century Fox (États-Unis, Belgique) ; Twentieth Century Fox France (France)
- Budget : 32 millions de $[2]
- Pays de production :  États-Unis
- Langue originale : anglais
- Format : couleur — 35 mm — 2,35:1 (CinemaScope) — son : Dolby / DTS / Dolby Digital
- Genre : comédie, action, policier
- Durée : 107 minutes ; 113 minutes (version longue édition DVD)
- Dates de sortie[3] :
  - États-Unis, Québec : 18 février 2011[1]
  - Belgique : 23 mars 2011[4]
  - France : 30 mars 2011[5]
- Classification :
  - États-Unis : accord parental recommandé, film déconseillé aux moins de 13 ans (PG-13 - Parents Strongly Cautioned)[N 1]
  - France : tous publics (conseillé à partir de 10 ans)[5],[6]
  - Belgique : tous publics (Alle Leeftijden)[4]
  - Québec : tous publics (G - General Rating)[1]

## Distribution
- Martin Lawrence (VF : Lucien Jean-Baptiste et VQ : Manuel Tadros) : Malcolm Turner / Big Mamma
- Brandon T. Jackson (VF : Diouc Koma et VQ : Nicolas Bacon) : Trent Pierce / Charmaine Daisy Pierce
- Jessica Lucas (VF : Caroline Victoria et VQ : Magalie Lépine-Blondeau) : Haley
- Michelle Ang (VF : Yumi Fujimori et VQ : Claudia-Laurie Corbeil) : Mia
- Sherri Shepherd : Beverly Townsend
- Portia Doubleday (VF : Camille Donda et VQ : Ariane-Li Simard-Côté) : Jasmine
- Emily Rios (VQ : Aurélie Morgane) : Isabelle
- Faizon Love (VF : Thierry Desroses et VQ : Widemir Normil) : Kurtis Koo
- Ana Ortiz (VF : Claire Guyot et VQ : Catherine Proulx-Lemay) : Gail
- Susie Spear (VQ : Aline Pinsonneault) : Prof
- Tony Curran (VF : Yves Beneyton et VQ : Claude Gagnon) : Chirkoff
- Max Casella (VF : Michel Mella et VQ : Jean-Jacques Lamothe) : Anthony Canetti
- Ken Jeong : Mailman

## Nominations
- Guild of Music Supervisors Awards 2012 : meilleure supervision musicale dans les films d'un budget supérieur à 20 millions de dollars pour Dave Jordan
- Razzie Awards 2012 :
  - Pire actrice pour Martin Lawrence
  - Pire second rôle masculin pour Ken Jeong
  - Pire second rôle féminin pour Brandon T. Jackson dans le rôle de Charmaine

## Éditions en vidéo
- En France, le film Big Mamma : De père en fils est sorti en DVD[10], ainsi qu'en version combo Blu-ray + DVD[11] le 3 août 2011. Le film ressort en DVD le 28 août 2013[12]. Le film est également sorti en VOD le 1er août 2018[5].

- Au Québec, le film est sorti en DVD le 14 juin 2011[1].